# ویلی هاردینگ
ویلی هاردینگ (به انگلیسی: Wally Hardinge) بازیکن فوتبال زادهٔ ۲۵ فوریه ۱۸۸۶ اهل انگلستان بود که سابقهٔ بازی در تیم ملی فوتبال انگلستان را در کارنامهٔ خود دارد. وی در تاریخ ۲ آوریل ۱۹۱۰ تنها بازی ملی خود را در مقابل تیم ملی فوتبال اسکاتلند انجام داد.